# Dessert
Dessert er en ret, som typisk er sidste del af et måltid: efterret. Den består ofte af sødet mad efter ostebordet.
Dessert er en relativt ny ret. Order stammer fra fransk: desservir: tage af bordet.
Før det 19. århundredes forbedring af middelklassens vilkår og mekaniseringen af sukkerindustrien var søde sager et privilegium for aristokratiet eller et sjældent ferietraktement. Efterhånden som sukker blev billigere og lettere at få fat i, øgedes dessertens popularitet.
Nogle kulturer har ikke én separat sød ret, men blander i stedet søde og krydrede retter gennem hele måltidet, som det bl.a. ses i kinesisk madlavning, eller de laver detaljerede dessertblandinger til specielle begivenheder. Ofte er desserten snarere et separat måltid eller en snack end en del af et større måltid, og den kan spises lang tid efter hovedmåltidet (ofte i andre lokaler og under mindre formelle omstændigheder).
Nogle restauranter har specialiseret sig i desserter.

## Almindelige typer dessert
- Kiks eller småkager
- Kager
- Frugt
- Is
- Yoghurtis
- Marengs
- Tærter
- Buddinger
- Sorbet
- Soufflé
- Trøfler

Ofte blandes de fx til en bananasplit.